# Kysing Fjord
Kysing Fjord este o arie protejată (arie de protecție specială avifaunistică — SPA) din Danemarca întinsă pe o suprafață de 370 ha, integral pe uscat.

## Localizare
Centrul sitului Kysing Fjord este situat la coordonatele 56°00′54″N 10°14′14″E / 56.015°N 10.237222°E.

## Înființare
Situl Kysing Fjord a fost declarat arie de protecție specială avifaunistică în mai 1983 pentru a proteja 5 specii de animale.

## Biodiversitate
Situată în ecoregiunea continentală, aria protejată nu include niciun habitat protejat.
La baza desemnării sitului se află mai multe specii protejate de  păsări (5): erete de stuf (Circus aeruginosus), lebădă de iarnă (Cygnus cygnus), ferestrașul mare (Mergus merganser), ciocântors (Recurvirostra avosetta), chiră de baltă (Sterna hirundo).